# David Babunski
David Babunski (Skopie, Macedonia del Norte, 1 de marzo de 1994) es un futbolista macedonio que juega como centrocampista en el Dundee United F. C. de la Scottish Premiership.
Es hijo del exfutbolista y entrenador Boban Babunski, además es hermano del también futbolista Dorian Babunski.

## Trayectoria

### Comienzos
Empieza a mostrar su buen nivel de juego en el Gramenet, en el cual permanecería por dos temporadas, llegando incluso a ser seleccionado por la selección catalana sub-12 para disputar el Campeonato de España, en el cual realizó grandes actuaciones convirtiéndose en uno de los líderes del combinado, aunque para su mala suerte en el último partido se rompió la tibia y el peroné.

### F. C. Barcelona
Pese a este gran traspaso, el RCD Español y el FC Barcelona lo querían entre sus filas, siendo David seguidor culé, este prefirió al cuadro azulgrana, llegando de esta manera al club en el año 2006 con tan solo 10 años. Tras todo un verano recuperándose de la dura lesión, logró incorporarse al grupo de infantiles, año tras año subía de categoría llegando a convertirse en una pieza clave en cada equipo.
Finalmente, tras varias temporadas en las categorías juveniles con buenas actuaciones y esporádicas apariciones con F. C. Barcelona B, en 2013 fue incorporado de manera definitiva a la plantilla del filial junto con otros 6 jugadores del Juvenil A.

### Estrella Roja
En enero de 2016, el club azulgrana decidió rescindir su contrato con la entidad. De esta manera el jugador macedonio fichó por el Estrella Roja de Belgrado serbio, firmando un contrato hasta 2018. En enero de 2017 rescinde su contrato con el club serbio.

### Japón
El 31 de enero de 2017 firmó un contrato de 2 años con el Yokohama F. Marinos de Japón, esta vez para tratar de jugar más partidos y demostrar su calidad y potencial. El 16 de agosto de 2018 abandonó el club por mutuo acuerdo.
El 22 de agosto de 2018 firmó por el Omiya Ardija de la J2 League.

### Regreso a Europa
Tras su periplo en Japón, en marzo de 2020 regresó al fútbol europeo tras firmar con el F. C. Botoșani rumano. Rescindió su contrato a final de año y el 11 de enero de 2021 firmó por dos años y medio con el F. C. Viitorul Constanța. Sin embargo, solo estuvo hasta final de temporada ya que en el mes de julio se marchó al Debreceni V. S. C. húngaro. En septiembre del año siguiente cambió de equipo para seguir jugando en el país con el Mezőkövesd-Zsóry SE.
El 16 de julio de 2024 fichó por el Dundee United F. C. por una temporada con opción a otra.

## Selección nacional
Fue internacional con la selecciones de Macedonia del Norte sub-17 y sub-19, llegando a participar con estos últimos en la fase previa del campeonato Europeo. De igual manera participó con el seleccionado sub-21, solo que esta vez sería muy especial ya que por primera vez podría jugar con su hermano Dorian, a esto se le suma que el combinado está dirigido por su padre Boban. De este modo los Babunski participan en las clasificatorias para la Eurocopa Sub-21.
El 14 de agosto de 2013, Babunski quién se había convertido una de las grandes promesas de país, debutó con Macedonia del Norte en un amistoso ante Bulgaria en su Skopie natal, el encuentro terminó en victoria por 2-0 para el Lince Rojo.

## Clubes
| Club                      | País    | Año       |
| ------------------------- | ------- | --------- |
| F. C. Barcelona "B"       | España  | 2013-2016 |
| Estrella Roja de Belgrado | Serbia  | 2016-2017 |
| Yokohama F. Marinos       | Japón   | 2017-2018 |
| Omiya Ardija              | Japón   | 2018-2019 |
| F. C. Botoșani            | Rumania | 2020      |
| F. C. Viitorul Constanța  | Rumania | 2021      |
| Debreceni V. S. C.        | Hungría | 2021-2022 |
| Mezőkövesd-Zsóry SE       | Hungría | 2022-2024 |
| Dundee United F. C.       | Escocia | 2024-     |

## Palmarés

### Títulos nacionales
| Título                    | Club                      | País   | Año  |
| ------------------------- | ------------------------- | ------ | ---- |
| División de Honor Juvenil | F. C. Barcelona Juvenil A | España | 2013 |

### Distinciones individuales
| Distinción                          | Año  |
| ----------------------------------- | ---- |
| Mejor deportista joven de Macedonia | 2011 |